# São Francisco (Alcochete)
São Francisco – parafia (freguesia) gminy Alcochete i jednocześnie miejscowość w Portugalii. W 2011 zamieszkiwało ją 2187 mieszkańców, na obszarze 4,16 km². 